# NGC 7171
NGC 7171 (również PGC 67839) – galaktyka spiralna z poprzeczką (SBb), znajdująca się w gwiazdozbiorze Wodnika. Odkrył ją William Herschel 12 sierpnia 1787 roku.